# أيميه ميشيل
أيميه ميشيل (بالفرنسية: Aimé Michel)‏ هو كاتب وفيلسوف فرنسي، ولد في 17 مايو 1919 في Saint-Vincent-les-Forts ‏ في فرنسا، وتوفي بنفس المكان في 28 ديسمبر 1992.